# Conjoux
 (février 2016).
Si vous disposez d'ouvrages ou d'articles de référence ou si vous connaissez des sites web de qualité traitant du thème abordé ici, merci de compléter l'article en donnant les références utiles à sa vérifiabilité et en les liant à la section « Notes et références ».
Conjoux est un village de la ville belge de Ciney situé en Région wallonne dans la province de Namur. Sis à une dizaine de kilomètres de Ciney dans le Condroz, il était le plus gros village de l'ancienne commune de Conneux jusqu’à la fusion des communes de 1977. Ses habitants sont appelés les Conjoutois(es).

## Patrimoine

### Le château et ses occupants
La seigneurie hautaine de Conjoux remonte au Moyen Âge. Vers 1473, le seigneur de Custinne (ancêtre du célèbre marquis du même nom, général guillotiné durant la Révolution française) la vendit à un certain Gilles Coppin, prévôt de Marche-en-Famenne. Les Coppin restèrent la famille seigneuriale jusqu'à la fin de l'Ancien Régime (Pour la Belgique en 1795) sauf durant de brefs intermèdes. La famille des Coppin de Conjoux (vicomtes depuis l'époque du royaume uni des Pays-Bas) s'éteignit dans les comtes de Villers de Waroux d'Awans de Bouilhet et de Bovenistier, qui y bâtirent un château dans les goûts du temps, famille dont la dernière membre est décédée à l'extrême fin du XXe siècle. Ce sont ses descendants, les barons van der Straten Waillet qui occupent actuellement le château de Conjoux.

### Les grottes de Conjoux
Des grottes artiificielles furent aménagées à la fin du XIXe siècle pour y créer un sanctuaire marial.

## Personnalités

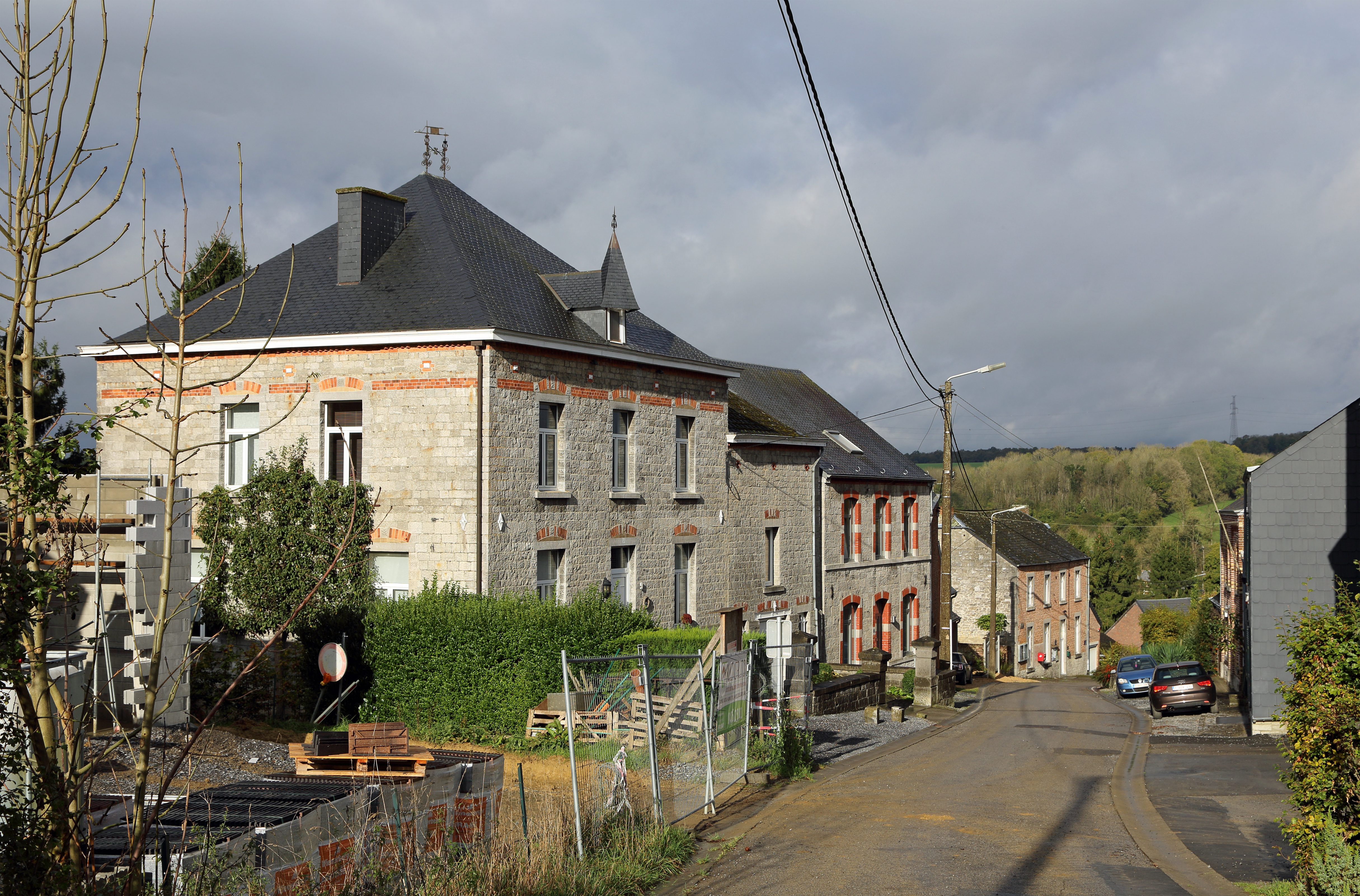
Une rue du village
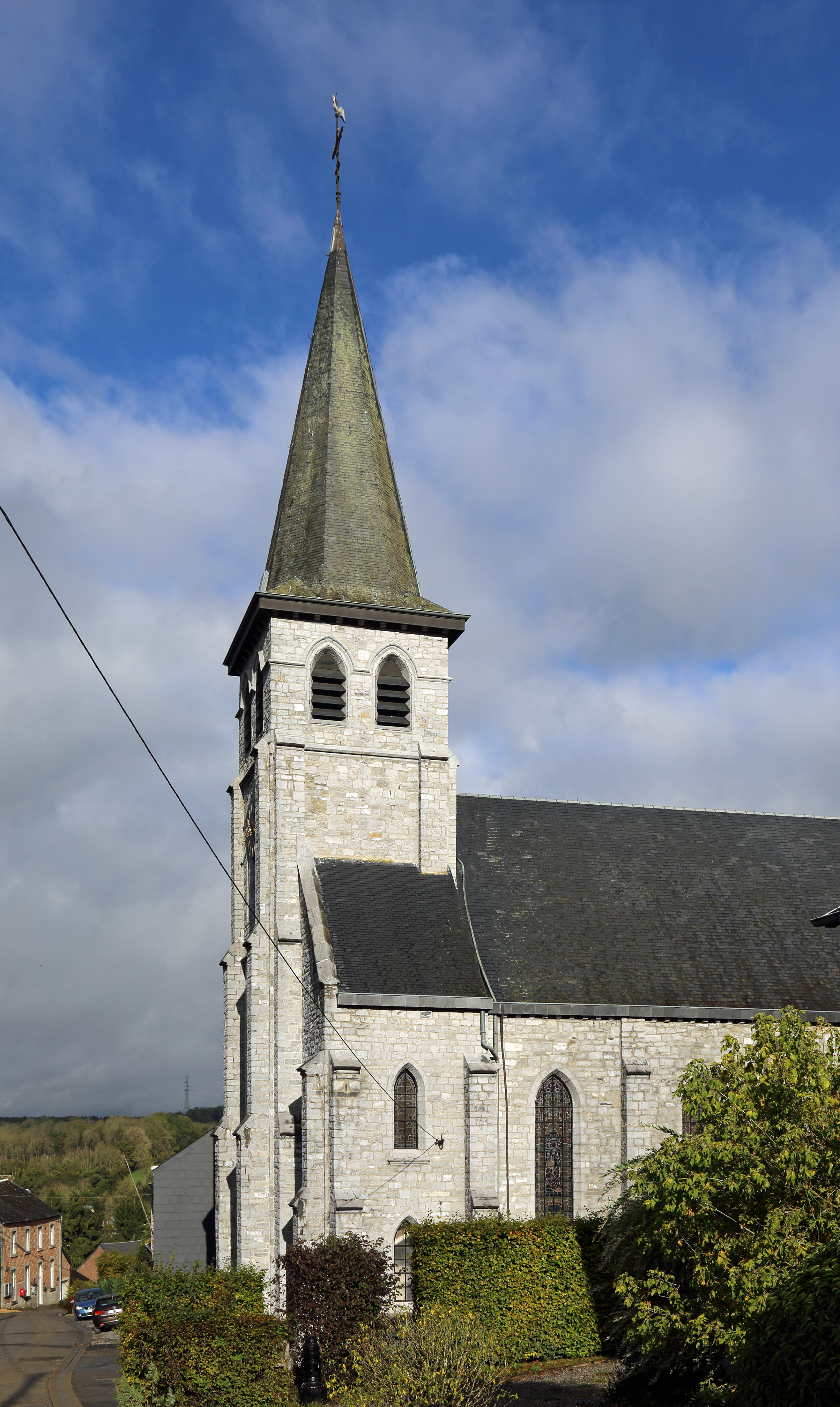
Église paroissiale Saint-Martin
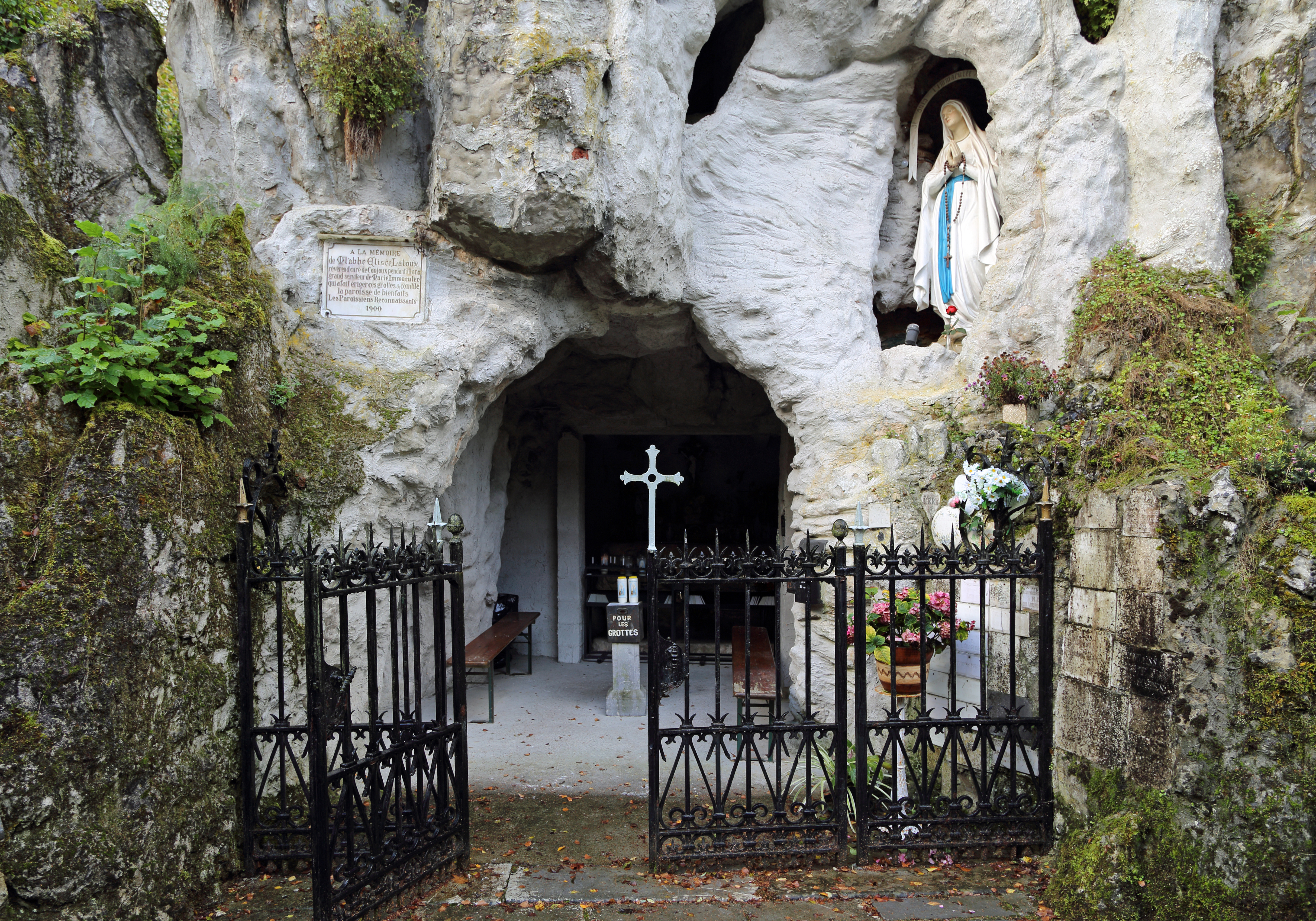
Grotte de Lourdes
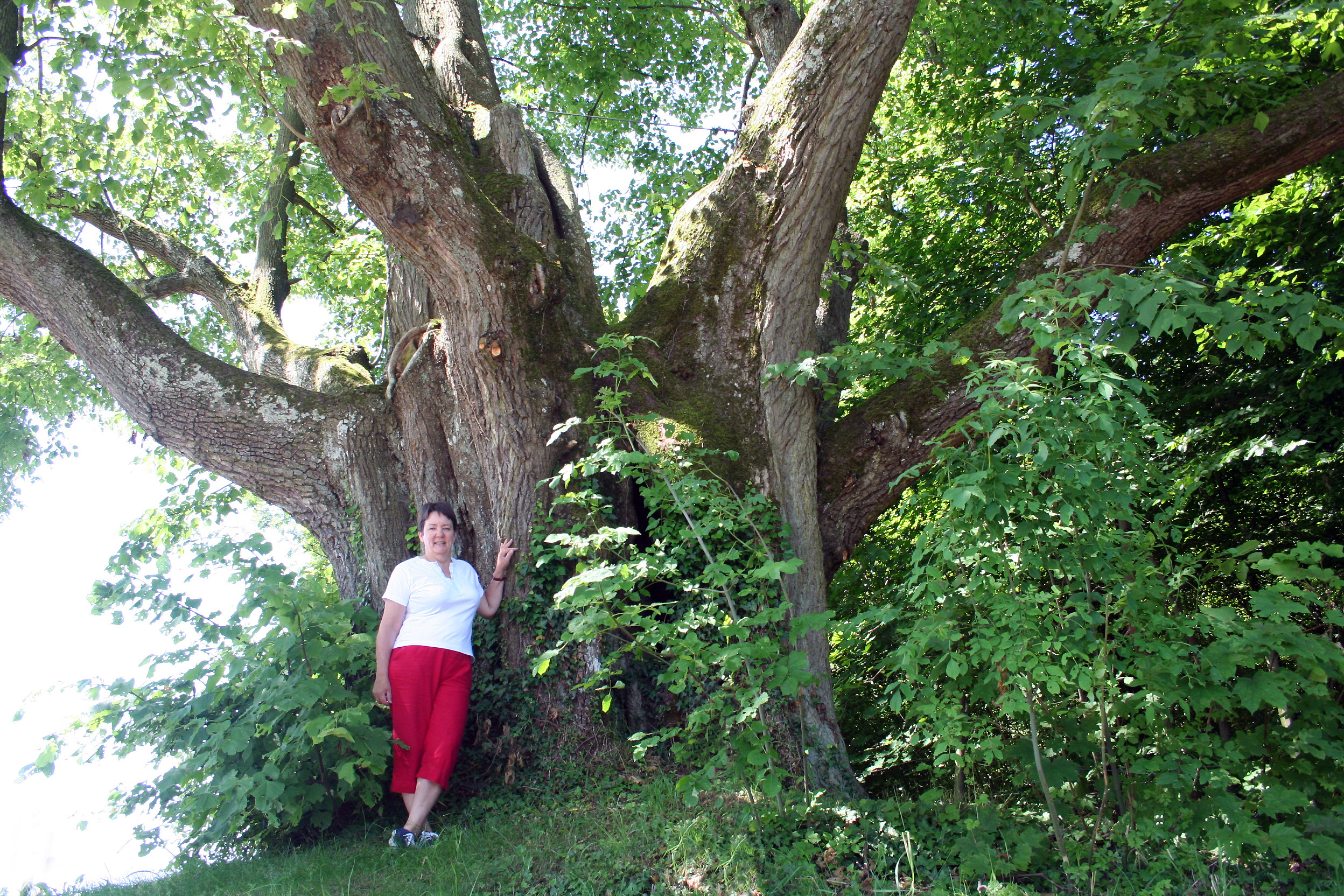
Gaston Compère (1924-2008), éminent représentant de la littérature régionale condruzienne, est né en 1924 à Conjoux. Il est le fils de l'instituteur de la petite école communale qui se tenait dans le même bâtiment que la salle communale, comme c'était souvent le cas dans les anciennes petites communes rurales.
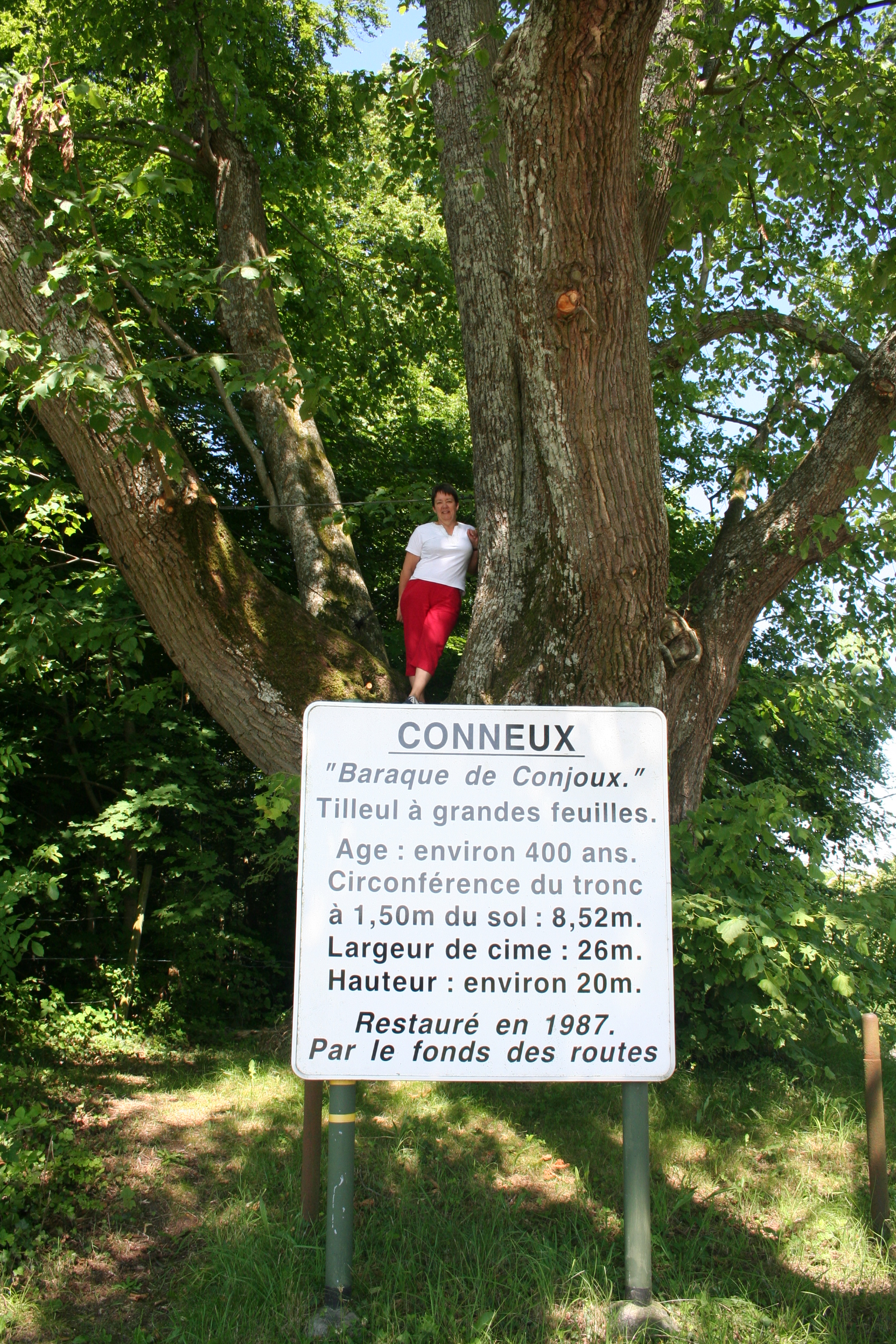
Léon de Sousberghe (1903-2006), prêtre jésuite et anthropologue africanisant, est né au château de Conjoux.